# Semblançay
Semblançay é uma comuna francesa na região administrativa do Centro, no departamento Indre-et-Loire. Estende-se por uma área de 35,45 km². Em 2010 a comuna tinha 2 217 habitantes (densidade: 62,5 hab./km²).